# Colias christina
Colias christina é uma borboleta da família Pieridae encontrada no oeste da América do Norte. O seu habitat inclui o Yukon e Territórios do Noroeste do sul, através da Colúmbia Britânica, Alberta e Saskatchewan até Wyoming, Montana e Utah.

## Biologia
O seu período de voo é de Maio até Setembro.
As larvas alimentam-se de Trifolium e Hedysarum.